# George S. Hammond
George Simms Hammond (Auburn, 22 maggio 1921 – Portland, 5 ottobre 2005) è stato un chimico statunitense, pioniere della fotochimica dei composti organici.

## Vita
George Simms Hammond nacque a Auburn (Maine). Studiò dapprima al Bates College a Lewiston (Maine), dove nel 1943 ottenne la laurea in chimica Magna cum laude. Conseguì poi il PhD nel 1947 presso Paul Doughty Bartlett all'Università di Harvard. In seguito fece un anno di post-dottorato alla UCLA con Saul Winstein. Nel 1948 entrò a far parte della Iowa State University e nel 1958 si trasferì al California Institute of Technology dove collaborò anche con Harry B. Gray. Nel 1972 accettò la carica di vice-rettore di scienze naturali presso la Università della California, Santa Cruz, e nel 1978 quella di direttore di ricerca alla Allied Chemical Corporation (che diventerà in seguito Honeywell). Nel 1988 andò ufficialmente in pensione, ma continuò ad interessarsi di didattica e ricerca presso varie università.

## Contributi
Mentre si trovava alla Iowa State University studiò il meccanismo e la cinetica di reazioni organiche e arrivò a formulare il Postulato di Hammond, che afferma che quando un intermedio ad alta energia e uno stato di transizione sono vicini su una coordinata di reazione, devono possedere energia e struttura simile.
Nel periodo passato al California Institute of Technology si interessò principalmente dei meccanismi di reazioni fotochimiche di composti organici, con una serie di contributi che lo attestano come fondatore della fotochimica organica moderna. Tra i risultati più significativi la scoperta che gli stati elettronici di tripletto si possono ottenere con processi di trasferimento di energia. Si interessò anche di fotochimica di composti inorganici ed metallorganici.

## Opere
Hammond è stato autore di più di 300 articoli scientifici su riviste specializzate. 
È stato editor per molti anni della serie di monografie Advances in Photochemistry, contribuendovi con vari articoli.
È stato inoltre coautore di vari libri: 
- (EN) J. S. Fritz e G. S. Hammond, Quantitative Organic Analysis, New York, John Wiley and Sons, 1957.
- (EN) D. J. Cram e G. S. Hammond, Organic chemistry, 1ª ed., New York, McGraw-Hill, 1959. Seconda edizione nel 1964.
- (EN) J.H. Richards, D.J. Cram e G. S. Hammond, Elements of Organic Chemistry, New York, McGraw-Hill, 1967.
- (EN) H. B. Gray, G. S. Hammond e J. B. Dence, Chemical Dynamics, New York, W.A. Benjamin, 1968.

## Riconoscimenti
Hammond ricevette numerosi premi e riconoscimenti sia per i suoi contributi scientifici e sia per la sua attività didattica.
Nel 1963 fu eletto alla National Academy of Science e nel 1965 alla American Academy of Arts and Sciences.
Tra i premi ricevuti: premio in Petroleum Chemistry dalla American Chemical Society (1961), premio James Flack Norris in Physical Organic Chemistry (1968), premio in Chemical Education (1972), medaglia Priestley (1976), medaglia Glenn T. Seaborg (1994), e National Medal of Science (1994).
Ricevette inoltre varie lauree ad honorem.